# Centrale électrique de Montereau
La centrale électrique de Montereau est un site de production d'électricité situé près de Montereau-Fault-Yonne, 
dans le département de Seine-et-Marne.
En 1914, un premier site est ouvert par la société « L'énergie de Seine-et-Yonne » dans la commune française de La Grande-Paroisse.
En 1957, l'ancienne centrale est démantelée et une nouvelle centrale thermique est ouverte par EDF sous la direction de la R.E.T. II (Région d'Équipement Thermique II de Saint-Denis) sur un second site situé sur les communes de La Grande-Paroisse et de Vernou-la-Celle-sur-Seine. Située à environ 6 km de l'ancienne centrale, elle reçoit naturellement le nom de « Nouvelle centrale thermique de Montereau ».
En 1965, avec le démarrage de deux unités supplémentaires de 250 MW, le site devient le plus gros producteur d'électricité de France, atteignant la puissance totale de 750 MW.
La centrale cesse de produire en 2004.
En 2010, EDF démarre sur le site deux turbines à combustion « TAC » de 185 MW chacune.
En 2011, les bâtiments d'origine sont dynamités,.
| Tranche      | Combustible | Type de turbine            | Puissance électrique nette | Début de la construction | Raccordement au réseau | Mise en service | Démolition      |
| ------------ | ----------- | -------------------------- | -------------------------- | ------------------------ | ---------------------- | --------------- | --------------- |
| Montereau-A1 | Charbon     | Turbine à vapeur (TAV)     | 125 MW                     | 1957                     |                        |                 | 2011            |
| Montereau-A2 | Charbon     | Turbine à vapeur (TAV)     | 125 MW                     | 1957                     |                        |                 | 2011            |
| Montereau-A3 | Fuel        | Turbine à vapeur (TAV)     | 250 MW                     | 1960                     |                        |                 | 2011            |
| Montereau-A4 | Fuel        | Turbine à vapeur (TAV)     | 250 MW                     | 1960                     |                        |                 | 2011            |
| Montereau-5  | Gaz         | Turbine à combustion (TAC) | 185 MW                     | 2010                     | 2010                   | 2010            | En exploitation |
| Montereau-6  | Gaz         | Turbine à combustion (TAC) | 185 MW                     | 2010                     | 2010                   | 2010            | En exploitation |

La centrale est raccordée au réseau électrique national au travers du poste du Chesnoy (400 kV/225 kV/63 kV).